# Fußball-Weltmeisterschaft 1994/Deutschland
Dieser Artikel behandelt die deutsche Nationalmannschaft bei der Fußball-Weltmeisterschaft 1994 in den Vereinigten Staaten.

## Qualifikation
Als amtierender Weltmeister musste sich die deutsche Mannschaft nicht für die Endrunde qualifizieren.

## Aufgebot
| Nummer     | Name                        | Damaliger Verein     | Geburtstag | Länderspiele/Tore (a) | Sp.      | Tor      | Rot      | Gelb     |
| Torhüter   | Torhüter                    | Torhüter             | Torhüter   | Torhüter              | Torhüter | Torhüter | Torhüter | Torhüter |
| ---------- | --------------------------- | -------------------- | ---------- | --------------------- | -------- | -------- | -------- | -------- |
| 1          | Bodo Illgner                | 1. FC Köln           | 07.04.1967 | 49 (00)               | 5        | 0        | 0        | 0        |
| 22         | Oliver Kahn                 | Karlsruher SC        | 15.06.1969 | 00 (00)               | 0        | 0        | 0        | 0        |
| 12         | Andreas Köpke               | 1. FC Nürnberg       | 12.03.1962 | 14 (00)               | 0        | 0        | 0        | 0        |
| Abwehr     |                             |                      |            |                       |          |          |          |          |
| 14         | Thomas Berthold             | VfB Stuttgart        | 12.11.1964 | 54 (01)               | 5        | 0        | 0        | 0        |
| 3          | Andreas Brehme              | 1. FC Kaiserslautern | 09.11.1960 | 81 (08)               | 5        | 0        | 0        | 1        |
| 6          | Guido Buchwald              | VfB Stuttgart        | 24.01.1961 | 73 (04)               | 3        | 0        | 0        | 0        |
| 5          | Thomas Helmer               | FC Bayern München    | 21.04.1965 | 25 (00)               | 3        | 0        | 0        | 2        |
| 4          | Jürgen Kohler               | Juventus Turin       | 06.10.1965 | 65 (00)               | 5        | 0        | 0        | 1        |
| 10         | Lothar Matthäus             | FC Bayern München    | 21.03.1961 | 112 (19)              | 5        | 1        | 0        | 0        |
| 16         | Matthias Sammer             | Borussia Dortmund    | 05.09.1967 | 47 (09)               | 4        | 0        | 0        | 0        |
| Mittelfeld |                             |                      |            |                       |          |          |          |          |
| 21         | Mario Basler                | Werder Bremen        | 18.12.1968 | 05 (01)               | 1        | 0        | 0        | 0        |
| 20         | Stefan Effenberg            | AC Florenz           | 02.08.1968 | 30 (00)               | 3        | 0        | 0        | 2        |
| 15         | Maurizio Gaudino            | Eintracht Frankfurt  | 12.12.1966 | 05 (01)               | 0        | 0        | 0        | 0        |
| 8          | Thomas Häßler               | AS Rom               | 30.05.1966 | 50 (06)               | 5        | 0        | 0        | 1        |
| 7          | Andreas Möller              | Juventus Turin       | 02.09.1967 | 40 (14)               | 4        | 0        | 0        | 1        |
| 2          | Thomas Strunz               | VfB Stuttgart        | 25.04.1968 | 13 (00)               | 3        | 0        | 0        | 0        |
| 17         | Martin Wagner               | 1. FC Kaiserslautern | 24.02.1968 | 03 (00)               | 2        | 0        | 0        | 2        |
| Angriff    |                             |                      |            |                       |          |          |          |          |
| 19         | Ulf Kirsten                 | Bayer 04 Leverkusen  | 04.12.1965 | 59 (17)               | 0        | 0        | 0        | 0        |
| 18         | Jürgen Klinsmann            | AS Monaco            | 30.07.1964 | 60 (20)               | 5        | 5        | 0        | 2        |
| 11         | Stefan Kuntz                | 1. FC Kaiserslautern | 30.10.1962 | 04 (01)               | 1        | 0        | 0        | 0        |
| 9          | Karl-Heinz Riedle           | Borussia Dortmund    | 16.09.1965 | 39 (15)               | 2        | 1        | 0        | 0        |
| 13         | Rudi Völler                 | Olympique Marseille  | 13.04.1960 | 87 (45)               | 3        | 2        | 0        | 1        |
| Trainer    |                             |                      |            |                       |          |          |          |          |
|            | Berti Vogts (Bundestrainer) |                      | 30.12.1946 |                       |          |          |          |          |

## Deutsche Spiele

### Vorrunde
- 17. Juni 1994:  Deutschland –  Bolivien 1:0 (0:0)

Deutschland: Bodo Illgner – Lothar Matthäus – Thomas Berthold, Jürgen Kohler, Andreas Brehme – Thomas Häßler (83. Thomas Strunz), Stefan Effenberg, Matthias Sammer, Andreas Möller – Karl-Heinz Riedle (61. Mario Basler), Jürgen Klinsmann
Bolivien: Carlos Trucco – Carlos Fernando Borja, Gustavo Quinteros, Miguel Rimba, Marco Sandy – Luis Cristaldo, Vladimir Soria, José Milton Melgar, Erwin Sánchez – Julio César Baldivieso (66. Jaime Moreno), William Ramallo (79. Marco Etcheverry)
Stadion: Soldier Field, Chicago
Zuschauer: 63 117
Schiedsrichter: Arturo Brizio Carter (Mexiko)
Tore: 1:0 Jürgen Klinsmann (61.)
- 21. Juni 1994:  Deutschland –  Spanien 1:1 (0:1)

Deutschland: Bodo Illgner – Lothar Matthäus – Thomas Berthold, Jürgen Kohler, Andreas Brehme – Thomas Häßler, Thomas Strunz, Stefan Effenberg, Matthias Sammer, Andreas Möller (62. Rudi Völler) – Jürgen Klinsmann
Spanien: Andoni Zubizarreta – Albert Ferrer, Rafael Alkorta, Abelardo, Sergi – Pep Guardiola (67. Francisco Camarasa), Fernando Hierro, José Luis Caminero, Luis Enrique – Jon Andoni Goikoetxea (77. José Mari Bakero), Julio Salinas
Stadion: Soldier Field, Chicago
Zuschauer: 63.113
Schiedsrichter: Ernesto Filippi Cavani (Uruguay)
Tore: 0:1 Juan Antonio Goicoechea (14.), 1:1 Jürgen Klinsmann (48.)
- 27. Juni 1994:  Deutschland –  Südkorea 3:2 (3:0)

Deutschland: Bodo Illgner – Lothar Matthäus (64. Andreas Möller), Thomas Berthold, Jürgen Kohler, Andreas Brehme – Guido Buchwald, Thomas Häßler, Stefan Effenberg (75. Thomas Helmer), Matthias Sammer – Karl-Heinz Riedle, Jürgen Klinsmann
Südkorea: Choi In-young (46. Lee Woon-jae) – Kim Pan-keun, Park Jung-bae, Hong Myung-bo, Shin Hong-gi – Lee Young-jin (40. Chung Jong-son), Kim Joo-sung, Choi Yong-il, Ko Jeong-un, Cho Jin-ho (46. Seo Jung-won) – Hwang Sun-hong
Stadion: Cotton Bowl, Dallas
Zuschauer: 63.998
Schiedsrichter: Joël Quiniou (Frankreich)
Tore: 1:0 Jürgen Klinsmann (11.), 2:0 Karl-Heinz Riedle (18.), 3:0 Jürgen Klinsmann (35.), 3:1 Hwang Sun-hong (52.), 3:2 Hong Myung-bo (63.)

### Achtelfinale
- 2. Juli 1994:  Deutschland –  Belgien 3:2 (3:1)

Deutschland: Bodo Illgner – Lothar Matthäus (46. Andreas Brehme) – Thomas Berthold, Jürgen Kohler, Thomas Helmer – Thomas Häßler, Guido Buchwald, Matthias Sammer, Martin Wagner – Rudi Völler, Jürgen Klinsmann (86. Stefan Kuntz)
Belgien: Michel Preud’homme – Philippe Albert, Michel De Wolf, Georges Grün, Rudi Smidts (66. Danny Boffin) – Lorenzo Staelens, Franky Van der Elst, Enzo Scifo, Marc Emmers – Luc Nilis (77. Alexandre Czerniatynski), Josip Weber
Stadion: Soldier Field, Chicago
Zuschauer: 60.246
Schiedsrichter: Kurt Röthlisberger (Schweiz)
Tore: 1:0 Rudi Völler (5.), 1:1 Georges Grün (7.), 2:1 Jürgen Klinsmann (10.), 3:1 Rudi Völler (39.), 3:2 Philippe Albert (90.)

### Viertelfinale
- 10. Juli 1994:  Deutschland –  Bulgarien 1:2 (0:0)

Deutschland: Bodo Illgner – Lothar Matthäus – Thomas Berthold, Jürgen Kohler, Thomas Helmer – Thomas Häßler (83. Andreas Brehme), Guido Buchwald, Andreas Möller, Martin Wagner (59. Thomas Strunz) – Rudi Völler, Jürgen Klinsmann
Bulgarien: Borislaw Michajlow – Slatko Jankow, Petar Chubtschew, Trifon Iwanow, Ilijan Kirjakow – Zanko Zwetanow, Jordan Letschkow, Krassimir Balakow, Nasko Sirakow – Emil Kostadinow (89. Bontscho Gentschew), Christo Stoitschkow (84. Iwajlo Andonow)
Stadion: Giants Stadium, East Rutherford
Zuschauer: 72.416
Schiedsrichter: José Torres Cadena (Kolumbien)
Tore: 1:0 Lothar Matthäus (49., Foulelfmeter), 1:1 Christo Stoitschkow (76.), 1:2 Jordan Letschkow (79.)

## Besondere Vorkommnisse
- Vor Beginn der Weltmeisterschaft nahm die Nationalmannschaft gemeinsam mit der Band Village People ihren offiziellen WM-Song Far Away in America auf.
- Stefan Effenberg wurde, nachdem er nach seiner Auswechslung im Spiel gegen Südkorea einigen unzufriedenen deutschen Zuschauern den erhobenen Mittelfinger gezeigt hatte, von Bundestrainer Berti Vogts aus der Mannschaft ausgeschlossen.